# Mildred (Teksas)
Mildred je gradić u američkoj saveznoj državi Teksas. Prema popisu stanovništva iz 2010. u njemu je živjelo 368 stanovnika.